# Forat negre binari
Un forat negre binari (BBH), o forat binari negre, és un sistema format per dos forats negres en òrbita propera l'un al voltant de l'altre. Com els propis forats negres, els forats negres binaris sovint es divideixen en forats negres estel·lars binaris, formats ja sigui com a restes de sistemes estel·lars binaris de gran massa o per processos dinàmics i captura mútua; i forats negres binaris supermassius, que es creu que són el resultat de fusions galàctiques.
Durant molts anys, provar l'existència de forats negres binaris es va fer difícil a causa de la naturalesa dels propis forats negres i dels mitjans limitats de detecció disponibles. Tanmateix, en el cas que un parell de forats negres s'haguessin de fusionar, s'hauria d'emetre una immensa quantitat d'energia com a ones gravitatòries, amb formes d'ona distintives que es poden calcular mitjançant la relativitat general. Per tant, a finals del segle XX i principis del XXI, els forats negres binaris van tenir un gran interès científicament com a font potencial d'aquestes ones i un mitjà pel qual es podia demostrar l'existència de les ones gravitatòries. Les fusions de forats negres binaris serien una de les fonts més fortes conegudes d'ones gravitatòries de l'univers i, per tant, ofereixen una bona possibilitat de detectar directament aquestes ones. A mesura que els forats negres en òrbita emeten aquestes ones, l'òrbita decau i el període orbital disminueix. Aquesta etapa s'anomena inspiració de forat negre binari. Els forats negres es fusionaran quan estiguin prou a prop. Un cop fusionat, l'únic forat s'estableix en una forma estable, mitjançant una etapa anomenada ringdown, on qualsevol distorsió de la forma es dissipa com a ones més gravitatòries. En la fracció final de segon, els forats negres poden assolir una velocitat extremadament alta i l'amplitud de l'ona gravitatòria arriba al seu màxim.
L'existència de forats negres binaris de massa estel·lar (i ones gravitatòries en si mateixes) es va confirmar finalment quan LIGO va detectar GW150914 (detectat el setembre de 2015, anunciat el febrer de 2016), una signatura d'ona gravitatòria distintiva de dos forats negres de massa estel·lar que es van fusionar d'unes 30 masses solars. cadascun, ocorrent al voltant d'1,3 mil milions d'anys llum de distància. En els seus 20ms finals d'espiral cap a dins i fusionant-se, GW150914 va alliberar al voltant de 3 masses solars com a energia gravitatòria, assolint un pic a una velocitat de 3,6×1049 watts – més que la potència combinada de tota la llum irradiada per totes les estrelles de l'univers observable juntes. S'han trobat candidats a forats negres binaris supermassius, però encara no s'han provat categòricament.

## Ocurrència
S'ha demostrat l'existència de forats negres binaris de massa estel·lar, mitjançant la primera detecció d'un esdeveniment de fusió de forats negres GW150914 per LIGO.
Es creu que els binaris de forats negres supermassius (SMBH) es formen durant les fusions de galàxies. Alguns candidats probables per als forats negres binaris són galàxies amb nuclis dobles encara allunyats. Un exemple de nucli doble actiu és NGC 6240. Probablement hi ha binaris de forat negre molt més propers a les galàxies d'un sol nucli amb línies d'emissió dobles. Alguns exemples inclouen SDSS J104807.74+005543.5 i EGSD2 J142033.66 525917.5. Altres nuclis galàctics tenen emissions periòdiques que suggereixen objectes grans que orbiten un forat negre central, per exemple, a OJ287.
Les mesures de la peculiar velocitat de l'SMBH mòbil a la galàxia J0437+2456 indiquen que és un candidat prometedor per allotjar un SMBH en retrocés o binari, o una fusió de galàxies en curs.
El quàsar PKS 1302-102 sembla tenir un forat negre binari amb un període orbital de 1900 dies.

## Problema de parsec final
Quan dues galàxies xoquen, és molt poc probable que els forats negres supermassius en els seus centres xoquin frontalment i molt probablement es dispararien entre si en trajectòries hiperbòliques, tret que algun mecanisme els uneixi. El mecanisme més important és la fricció dinàmica, que transfereix l'energia cinètica dels forats negres a la matèria propera. Quan un forat negre passa per davant d'una estrella, la fona gravitatòria accelera l'estrella mentre desaccelera el forat negre.
Això frena prou els forats negres com per formar un sistema binari lligat, i la fricció dinàmica addicional roba l'energia orbital del parell fins que estiguin orbitant a uns quants parsecs l'un de l'altre. Tanmateix, aquest procés també expulsa matèria del camí orbital i, a mesura que les òrbites es redueixen, el volum d'espai pel qual passen els forats negres es redueix, fins que queda tan poca matèria que no podria provocar una fusió dins de l'edat de l'univers.
Les ones gravitatòries poden causar una pèrdua important d'energia orbital, però no fins que la separació es redueixi a un valor molt menor, aproximadament 0,01–0,001 parsec.
No obstant això, els forats negres supermassius semblen haver-se fusionat, i el que sembla ser un parell en aquest rang intermedi s'ha observat a PKS 1302-102. La pregunta de com passa això és el "problema del parsec final".
S'han proposat diverses solucions al problema del parsec final. La majoria impliquen mecanismes per apropar matèria addicional, ja sigui estels o gasos, prou a prop del parell binari per extreure energia del binari i fer que es redueixi. Si hi ha prou estrelles a prop de la parella en òrbita, la seva ejecció gravitatòria pot unir els dos forats negres en un temps astronòmicament plausible. També s'està considerant la matèria fosca, tot i que sembla que la matèria fosca d'auto-interacció és necessària per evitar el mateix problema d'expulsió de tot abans que es produeixi la fusió.
Un mecanisme que se sap que funciona, encara que amb poca freqüència, és un tercer forat negre supermassiu d'una segona col·lisió galàctica. Amb tres forats negres molt a prop, les òrbites són caòtiques i permeten tres mecanismes addicionals de pèrdua d'energia:
1. Els forats negres orbiten a través d'un volum substancialment més gran de la galàxia, interactuant amb (i perdent energia amb) una quantitat molt més gran de matèria.
2. Les òrbites poden arribar a ser molt excèntriques, permetent la pèrdua d'energia per radiació gravitatòria en el punt d'aproximació més propera.
3. Dos dels forats negres poden transferir energia al tercer, possiblement expulsant-lo.

## Observació
La primera observació de la fusió de forats negres binaris de massa estel·lar, GW150914, va ser realitzada pel detector LIGO. Tal com s'observa des de la Terra, un parell de forats negres amb masses estimades al voltant de 36 i 29 vegades la del Sol es van girar entre si i es van fusionar per formar un forat negre d'aproximadament 62 masses solars el 14. Setembre de 2015, a les 09:50 UTC. Tres masses solars es van convertir en radiació gravitatòria en la fracció final de segon, amb una potència màxima de 3,6 × 10 56 erg/s (200 masses solars per segon), que és 50 vegades la potència de sortida total de totes les estrelles de l'univers observable. La fusió va tenir lloc 440+160
−180 megaparsecs de la Terra, entre 600 milions i 1,8 fa mil milions d'anys. El senyal observat és coherent amb les prediccions de la relativitat numèrica.